# Société anonyme d'économie mixte locale du chemin de fer du Vivarais
La Société Anonyme d'Économie Mixte Locale du Chemin de Fer du Vivarais est créée le 27 juin 2003 et enregistrée le 23 septembre suivant au tribunal de commerce d'Aubenas pour exploiter le chemin de fer du Vivarais à partir du 1er janvier 2004.
Elle succède à la  Société anonyme des Chemins de fer Touristiques et de Montagne (CFTM). Elle disparait en juillet 2008, à la suite de sa mise en liquidation ,.